# 京汉大道
京汉大道東起黃浦大街，西止于沿河大道，全長8107米，貫穿漢口市區、與長江的走向大致平行，東側有中山大道、沿江大道，西側則有解放大道、發展大道。京漢大道原為清朝湖廣總督張之洞主持修建的京漢鐵路，當時處於漢口市區的邊界以外，區分「城裡人」和「鄉下人」，老武昌有「城牆內外」之說，老漢口則有「鐵路內外」之說，住在京漢大道以外的人被稱為「外碼」。
1991年10月1日，新的漢口火車站建成後，京廣鐵路漢口段改線，大智門火車站停止使用。1996年7月，鐵路部門將京廣鐵路漢口段移交給武漢市政府。1997年1月，武漢市政府決定在此基礎上修建一條大道，同年4月定名為京漢大道，1997年7月開工，1999年底竣工通車，成為漢口地區與長江平行的第六條幹道。
2000年12月23日，武汉轨道交通1号线一期工程（黄浦路站至宗关站）沿京汉大道开工建设，2004年7月28日开始运营。

## 相册

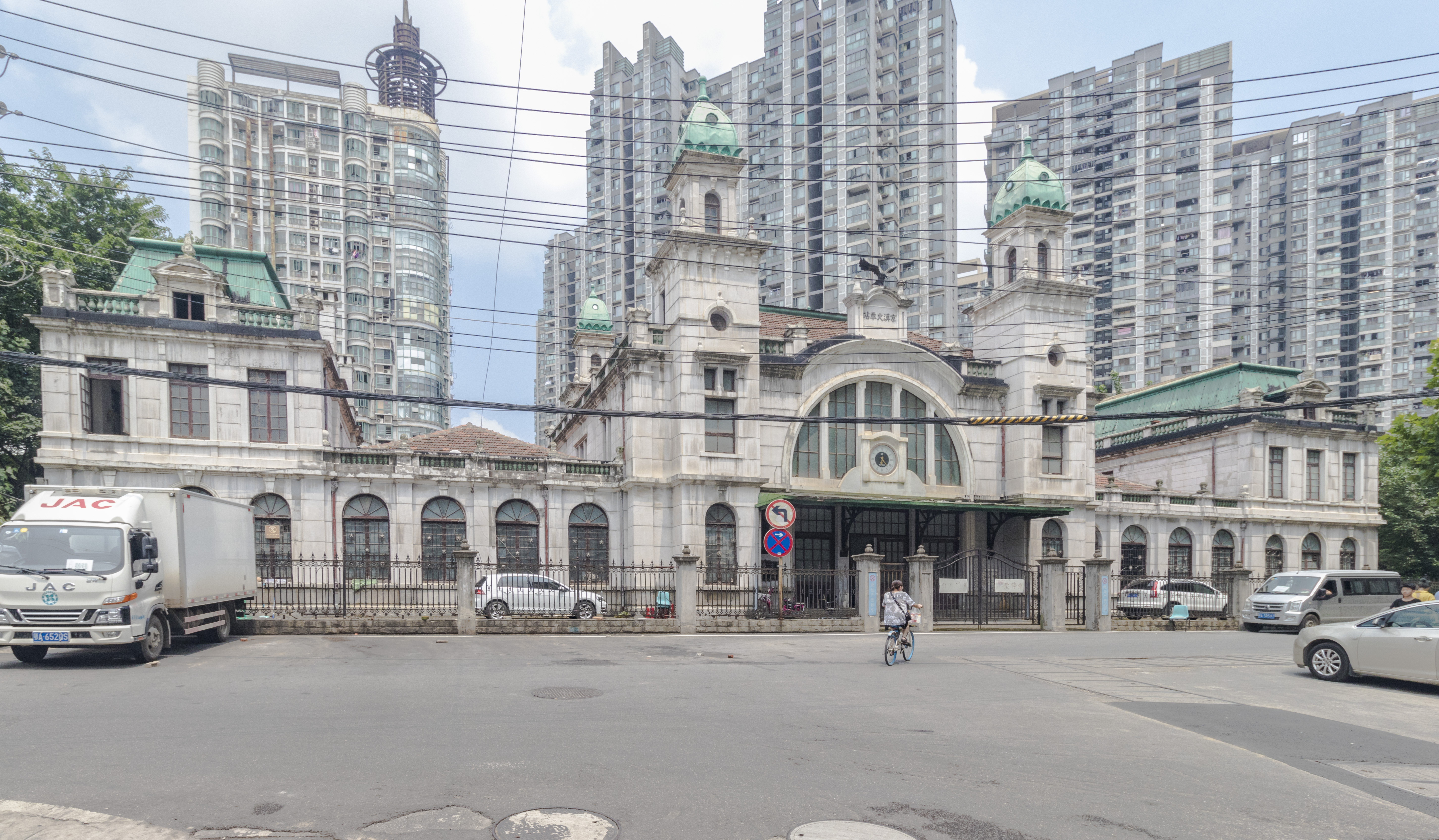
大智门火车站